# Gare de Katterat
La gare de Katterat est une gare ferroviaire norvégienne de la ligne d'Ofot, située au sud-ouest de la montagne Katterat (no) sur le territoire de la commune de Narvik dans le comté de Nordland. 

## Situation ferroviaire
Établie à 373 mètres d'altitude, la gare de Katterat est située au point kilométrique (PK) 29,73 de la ligne d'Ofot, entre les gares ouvertes de Rombak et de Søsterbekk.

## Histoire
La gare s'est appelée Hundalen depuis son ouverture en 1902 et ce jusqu'en 1951. La gare, construite en 1921, est située entre les tunnels Cap Horn et Sordal. 
Lors de la séparation d'avec la Suède en 1905, un régiment des forces norvégiennes fut détaché à Katterat.
Lorsque la ligne fut électrifiée en 1923, un transformateur fut installé à Katterat. Cet évènement a mené de nombreuses familles à vivre et travailler dans le village. Il y avait alors une école, un magasin, un espace pour jouer au croquet et un club de tir.
Pendant la guerre, les Allemands construisirent des positions d'artillerie contre le fjord de Rombak.
Aujourd'hui, Katterat est souvent utilisé pour les camps scolaires : cinq maisons proches de la gare sont utilisées comme chalet. Les anciens bâtiments de la gare sont désormais protégés. Il n'y a pas de route à Katterat: on peut y arriver uniquement par le train ou à pied.

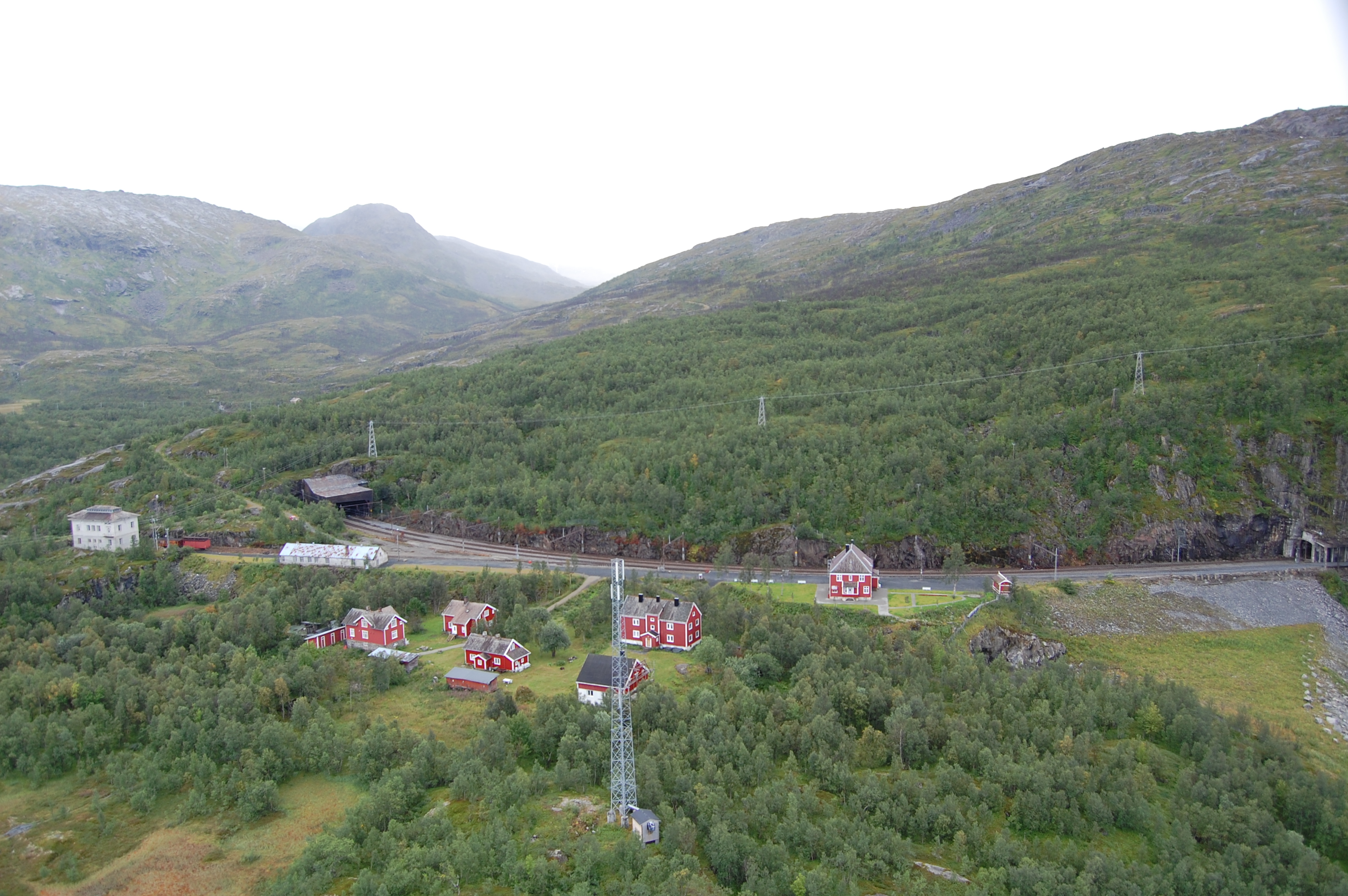
La gare de Katterat se trouve entre deux tunels, à gauche : le transformateur de 1923.
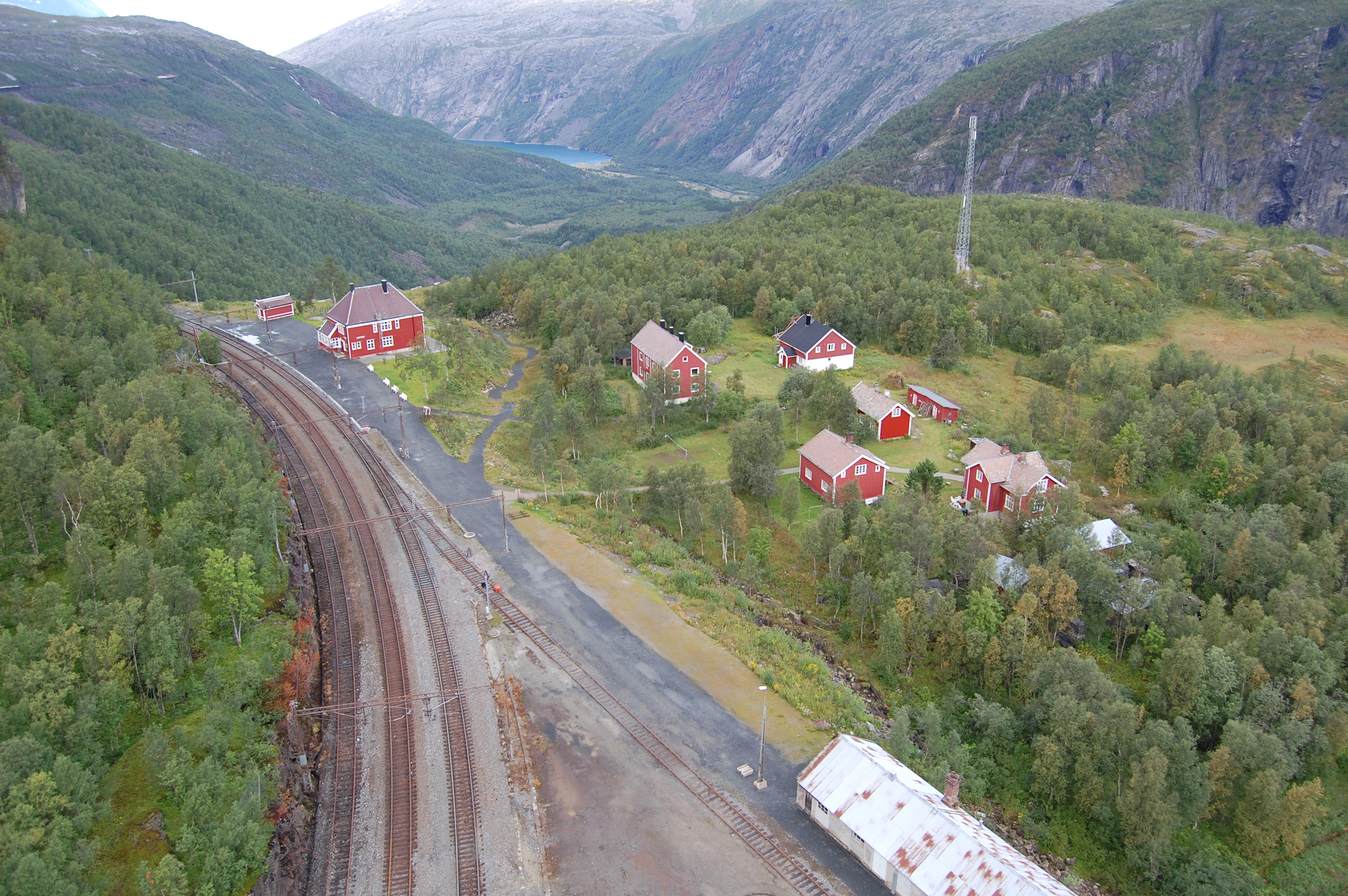
Vue de la gare sur Rombak
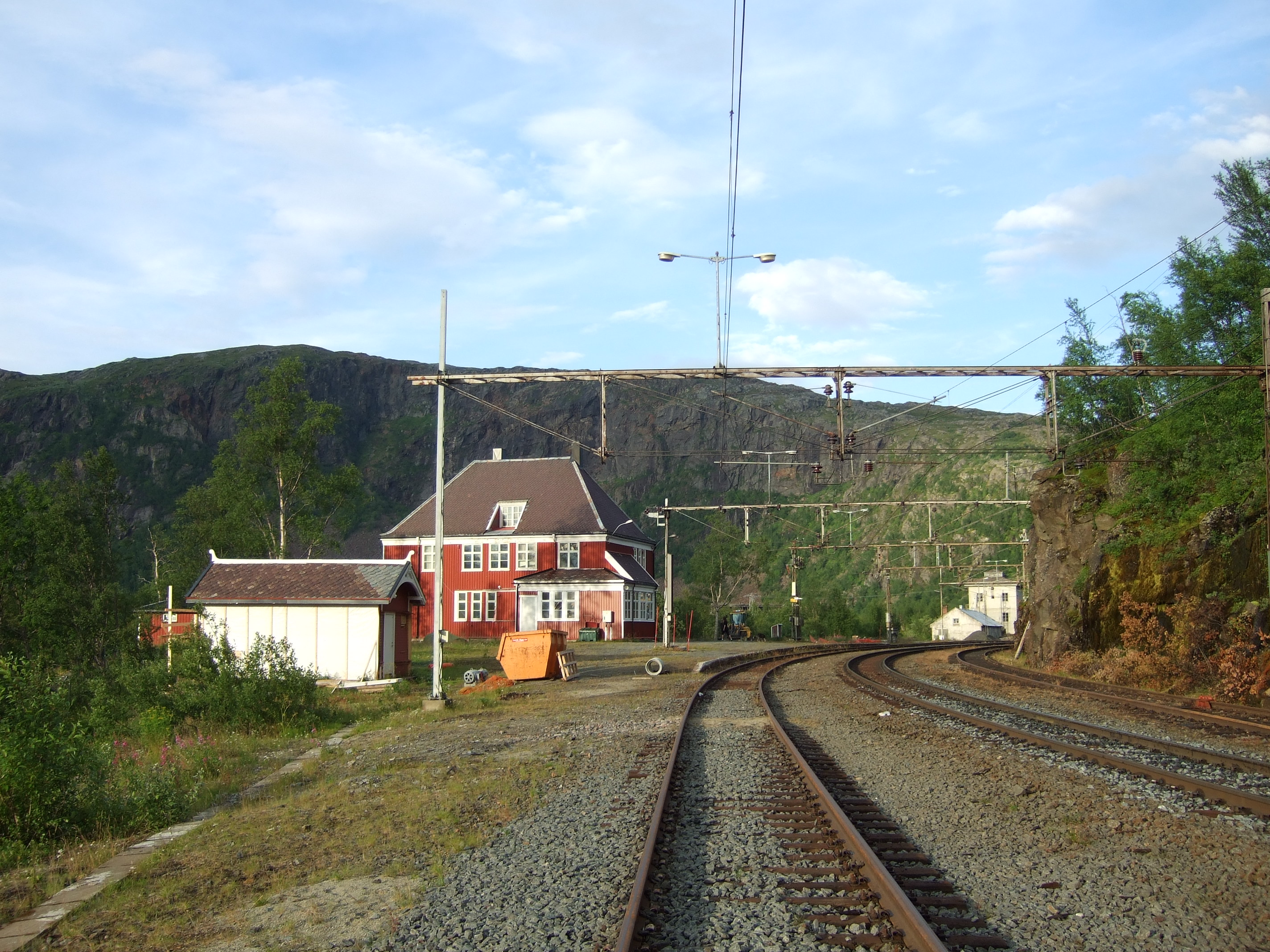
Voies et quai.

## Service des voyageurs

### Accueil
Gare sans personne elle n'a ni guichet ni automates. Néanmoins elle dispose d'un bâtiment voyageurs avec une salle d'attente ouverte tous les jours.

### Desserte
Katterat est desservie par des trains en direction de Narvik et de Luleå (Suède).

### Intermodalité

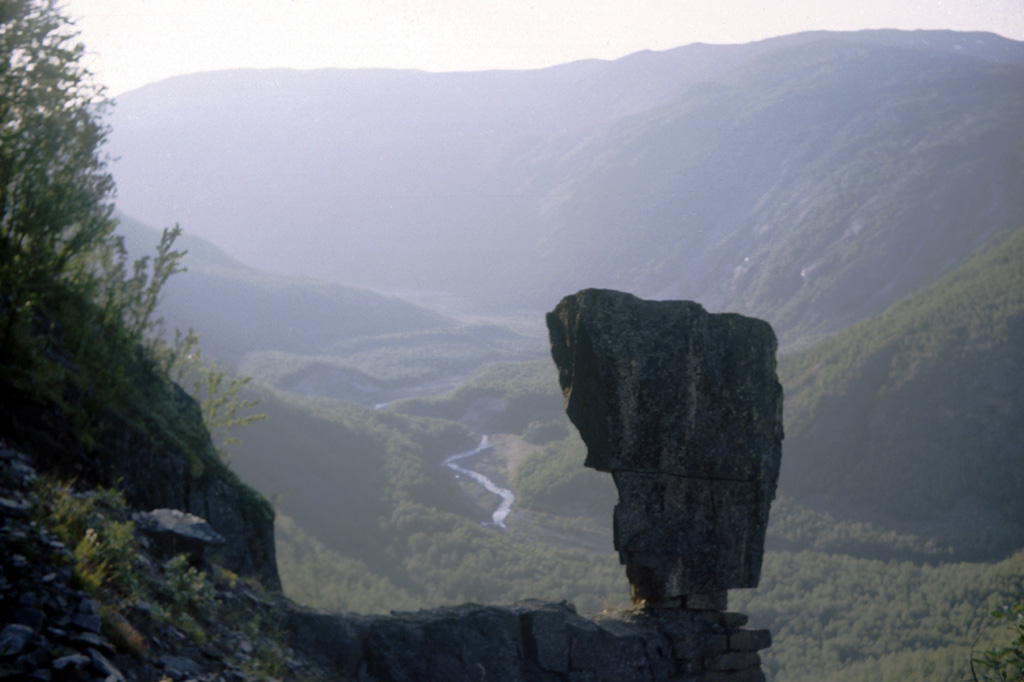
«Katteratgubben»

La gare permet d'accéder au site "Katteratgubben"  qui est une formation rocheuse de près de quatre mètres de haut à cinquante mètres à l'ouest du hameau de la gare. Même si le rocher pèse une dizaine de tonnes en équilibre sur une autre pierre, il ne s'est pas effondré, en dépit des deux constructions de tunnel à proximité.
C'est également un point de départ pour des randonnées de plusieurs jours à travers les montagnes de Narvik où se trouve le chalet de Hunddalshytta qu'il est possible d'occuper après en avoir fait la demande à l'office de tourisme.